# 汾城社稷庙
35°49′10″N 111°16′20″E / 35.81944°N 111.27222°E
汾城社稷庙位于中国山西省襄汾县汾城镇南门外的南关街西侧，镇卫生院院内。
明洪武二年在北门外建社稷坛，现在的社稷庙建于清嘉庆十九年（1811年），现存献殿、大殿、钟鼓楼。2006年列为第六批全国重点文物保护单位。